# Fantasia (álbum)
Fantasia es el segundo álbum de estudio de la intérprete estadounidense de nombre homónimo, lanzado por el sello J Records el 12 de diciembre de 2006. En su primera semana, entró en el puesto diecinueve en el  conteo Billboard Hot 100, con 133 000 ventas. En junio de 2007, la Recording Industry Association of America certificó al álbum como disco de oro tras la compra de 500 000 copias. El 6 de diciembre del mismo año, Fantasia fue nominado tres veces en los premios Grammy de 2008: mejor interpretación vocal de R&B femenina por «When I See U», mejor álbum de R&B contemporáneo for Fantasia, y mejor canción R&B por «When I See U».

## Grabación
La rapera estadounidense Missy Elliott regresó como una de las compositoras del álbum, uniéndose Big Boi de Outkast y Diane Warren contribuidores. El dúo de producción Midi Mafia, conocidos por el éxito de «21 Questions» del cantante 50 Cent, colaboraron en cinco pistas del disco.

## Lista de canciones
1. «Hood Boy» (con Big Boi) – 3:34 (Johnta Austin, Frank DeVol, Holland-Dozier-Holland, Anthony McIntyre, Antwan Patton)
2. «When I See U» – 3:37 (Sam Watters, Louis Biancaniello, Kevin Risto, Waynne Nugent, Janet Sewell, Erika Nuri)
3. «I Nominate U» – 4:34 (Andre Harris, Balewa Muhammad, Vidal Davis, Candice Nelson)
4. «Baby Makin' Hips» – 3:21 (Andre Harris, Balewa Muhammad, Vidal Davis, Candice Nelson)
5. «Not the Way That I Do» – 3:35 (Sean Garrett)
6. «Only One U» – 4:00 (Bryan-Michael Cox, Thabiso "Tab" Nkhereanye, The Clutch, Ezekiel Lewis, Balewa Muhammad, Candice Nelson)
7. «I Feel Beautiful» – 3:33 (Diane Warren)
8. «I'm Not That Type» – 4:07 (Missy Elliott)
9. "Uneligible» – 3:00 (Balewa Muhammad, Candice Nelson)
10. «Two Weeks Notice» – 4:42 (Craig Brockman, Corte Ellis, Missy Elliott)
11. «Surround U» – 3:19 (Denzil Miller, Kurt Walker, Kasseem Dean, Lawrence Smith, Makeba Riddick)
12. «Bore Me (Yawn)» – 2:55 (Balewa Muhammad, Candice Nelson)
13. «Sunshine» – 3:47 (Harold Lilly)
14. «Bump What Your Friends Say» (con Missy Elliott) – 4:44 (Missy Elliott, Phillip Lees)
15. «Girl Like Me» (exclusivo bonus track de Wal-Mart) – 4:20